# Jeanne d’Arc (игра)
Jeanne d’Arc (яп. ジャンヌ・ダルク Дзянну даруку, Жанна д’Арк) — тактическая ролевая игра, разработанная японской компанией Level-5 для платформы PlayStation Portable. В Японии игра вышла 22 ноября 2006 года и позже была переведена на английский язык и издана в Северной Америке 21 августа 2007 года. Игра никогда не издавалась в Европе. Для студии Level-5 Jeanne d’Arc стала первой тактической ролевой игрой, а также первой игрой, которую студия выпустила на PlayStation Portable.

## Игровой процесс
В игре много персонажей, которые были современниками Жанны д’Арк. Однако игра слабо пересекается с реальностью: в мире, в котором живут герои, есть магия, эльфы и другие элементы фэнтези. Основу сюжета составляют магические браслеты, дающие особые способности их владельцу, а король Генрих VI одержим демонами и использует эти браслеты в Столетней войне для уничтожения Франции.
Игра представляет собой пошаговую тактическую ролевую игру. Каждый игровой персонаж и враг имеют атрибут — солнце, луну или звёзды, которые работают по принципу камень, ножницы, бумага. В игре есть ряд классов персонажей (мечники, лучники, маги и т. д.), каждый из которых обладает своим набором способностей. Игрок может комбинировать разные способности для получения новых. Пять персонажей обладают специальными магическими браслетами, которые позволяют их носителю входить в суперформу и дают новые способности на некоторое число ходов.

## Разработка
Разработкой игры занималась студия Level-5, ранее уже создававшая такие ролевые игры, как Dark Cloud, Dark Chronicle, Dragon Quest VIII: Journey of the Cursed King и Rogue Galaxy. Jeanne d’Arc стала первым проектом студии для PlayStation Portable. Разработчики хотели создать игру, которой могли бы наслаждаться люди и со знанием истории, и без знаний.
При озвучивании героев на английском языке были использованы различные французские акценты, для этой цели был приглашён профессиональный учитель вокала. Главную героиню озвучила Кэри Уолгрен.

## Оценки прессы и продажи
| Сводный рейтинг      | Сводный рейтинг |
| Агрегатор            | Оценка          |
| -------------------- | --------------- |
| GameRankings         | 86,22 %         |
| Metacritic           | 87/100          |
| Иноязычные издания   |                 |
| Издание              | Оценка          |
| EGM                  | 7,67/10         |
| Eurogamer            | 7/10            |
| Famitsu              | 33/40           |
| Game Informer        | 8,5/10          |
| GamePro              | [ 12 ]          |
| GameRevolution       | B+              |
| GameSpot             | 8/10            |
| GameSpy              | [ 15 ]          |
| GameZone             | 8,9/10          |
| IGN                  | 9/10            |
| The A.V. Club        | A               |
| The New York Times   | favorable       |
| PlayStation Magazine | 9/10            |

Jeanne d’Arc получила в основном положительные рецензии. Оценка на Metacritic составила 87 баллов из ста.
За первую неделю продаж в Японии удалось продать 45 387 копий игры. Игра стала 190 самой продаваемой игрой в Японии в 2006 году, с показателем 68 013 копий к концу года. 5 июля 2007 года игра была переиздана в Японии в ценовой категории «The Best». В тот же день она стала доступна в PlayStation Network как в Японии, так и в Северной Америке.
Jeanne d’Arc стала игрой месяца IGN в августе 2007 года. В 2011 также попала в список 25 лучших игр для PSP по версии IGN, заняв 21 место.